# Rheingau

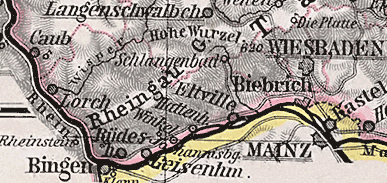
districtul vechi Rheingaukreis 1905

Rheingau este o regiune deluroasă viticolă situată între Wiesbaden și Lorch (Rheingau) din landul Hessa, Germania. Regiunea este mărginită la nord de Munții Taunus și de cursul mijlociu al Rinului.
Din punct de vedere administrativ Rheingau aparține de districtul Rheingau-Taunus.
Localități din Rheingau:
- Assmannshausen
- Eltville am Rhein
- Geisenheim
- Kiedrich
- Lorch
- Oestrich-Winkel
- Rüdesheim am Rhein
- Walluf
- Oestrich-Winkel

## Galerie de imagini

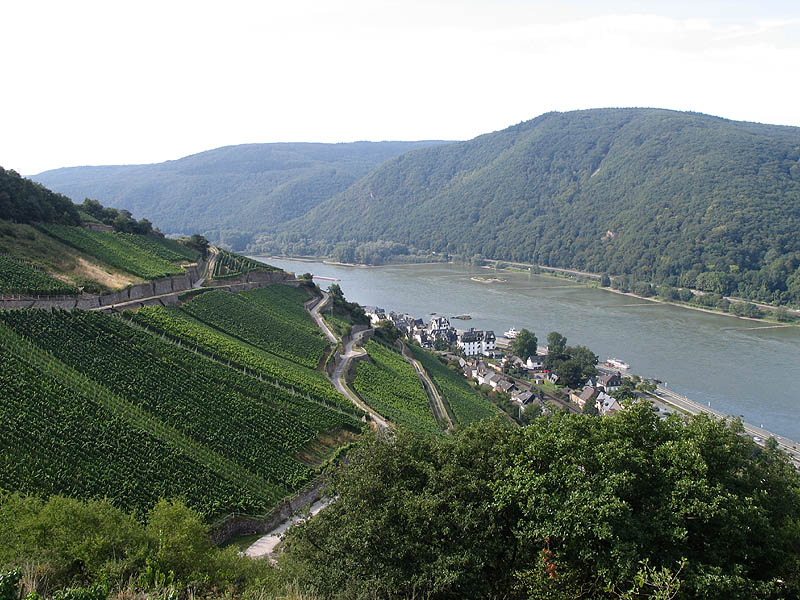
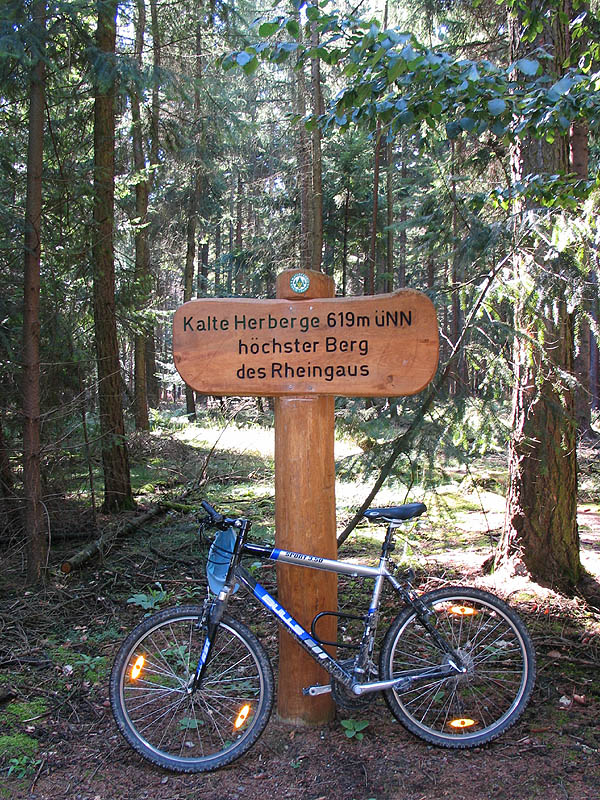
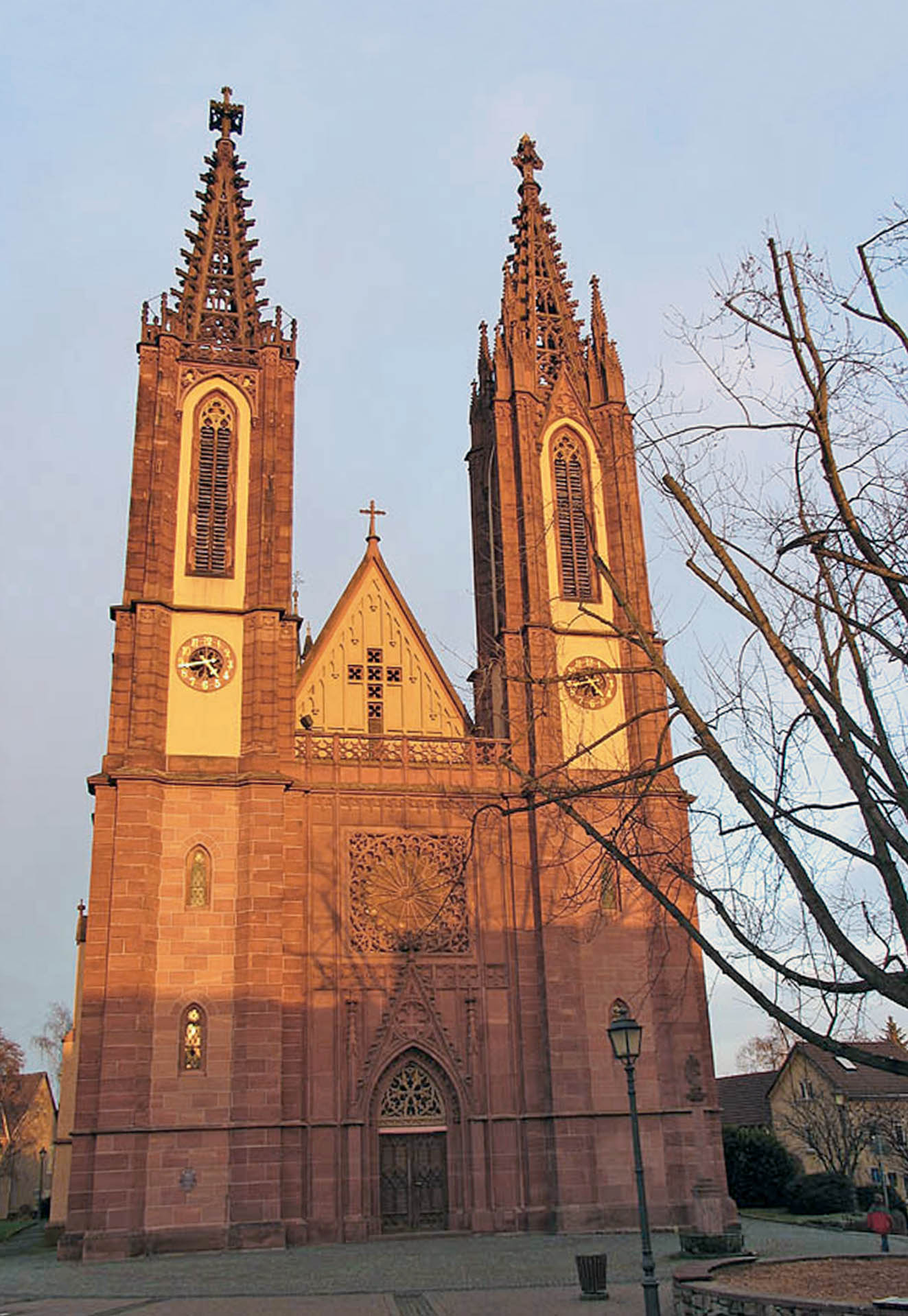